# Kevin Volans
Kevin Volans (født 26. juli 1949 i Pietermaritzburg, Sydafrika) er en sydafrikansk født irsk komponist, pianist og lærer.
Volans studerede komposition i Tyskland hos Karlheinz Stockhausen og Mauricio Kagel i Köln i 1970´erne. Han hører til nutidens vigtige sydafikanske komponister.
Han har skrevet en symfoni, orkesterværker, kammermusik, fire klaverkoncerter, klaverstykker, scenemusik, en cellokoncert, vokalværker etc.
Volans blev som ung interesseret i sit lands folklore og afrikanske rytmer, som han i sin kompositions form blander med den vestlige klassiske minimalisme og avantgardemusik. 
Han har undervist i komposition på bl.a. University of Natal (1985-1986), Queen's University Belfast (1986-1989) og Princeton University (1992). Han er bosat i Irland i dag.

## Udvalgte værker
- Symfoni nr. 1 (2010) Daar Kom die Alibama - for orkester
- Cellokoncert (1997) - for cello og orkester
- Strimmel-væve (2002-2003) - for orkester
- Et hundrede rammer (1991) - for orkester
- Koncert (2001) - for dobbeltorkester
- 4 Klaverkoncerter (1995, 2006, 2010, 2014) - (nr. 1 - for klaver og blæsere), ( nr. 2 "Atlantisk Passage", 3 & 4 - for klaver og orkester)